# Michigan Opera Theatre
La Michigan Opera Theatre (MOT) è la principale compagnia operistica del Michigan, negli Stati Uniti. La compagnia ha sede a Detroit, dove si esibisce alla Detroit Opera House. Ogni anno presenta una stagione di opera e danza. La compagnia presenta quattro opere nella loro lingua originale con sopratitoli in inglese e ospita compagnie di danza con repertorio itinerante. Presenta anche spettacoli teatrali musicali. La compagnia ha un'orchestra, un coro, un coro di bambini e un vasto programma di sensibilizzazione di danza e arte. Nel 2005 MOT ha vinto una sovvenzione del National Endowment for the Arts, Access to Artistic Excellence per sostenere la messa in scena della prima mondiale dell'opera Margaret Garner.

## Storia

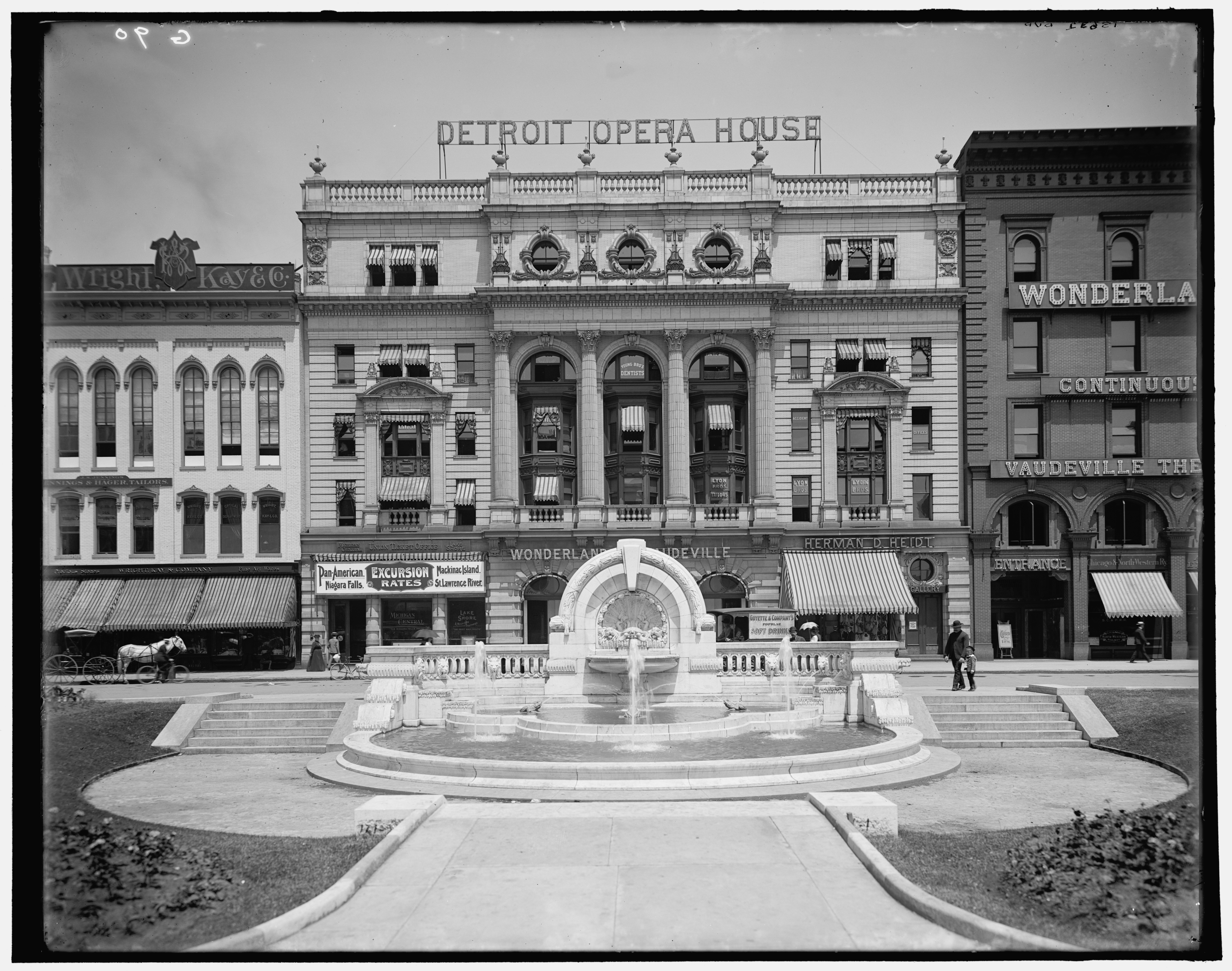
La Merrill Humane Fountain, di fronte alla vecchia Detroit Opera House. Tra il 1901 e il 1906 a Detroit, Michigan.

Il Michigan Opera Theatre iniziò come braccio di sensibilizzazione dell'istruzione, Overture to Opera (OTO), della Detroit Grand Opera Association, l'organizzazione responsabile delle visite della Metropolitan Opera a Detroit. Nel 1963 il fondatore e direttore generale del MOT, David DiChiera, subentrò nel programma, poi nel suo terzo anno OTO presentò per la prima volta l'opera al pubblico come una raccolta di scene e atti. Non realizzò la sua prima produzione completa fino al 1970, con la messa in scena de Il barbiere di Siviglia al Detroit Institute of Arts. Overture to Opera divenne ufficialmente Michigan Opera Theatre nel 1971 dopo aver costituito un consiglio di amministrazione, a significare la sua trasformazione in una compagnia di opera professionale. Il 1977 segnò la fondazione del Dipartimento di programmi comunitari MOT di Karen VanderKloot DiChiera. La compagnia divenne famosa per il casting che spesso vedeva una miscela di artisti affermati e giovani cantanti lirici americani provenienti da una varietà di esperienze pregresse, una tradizione che continua ancora oggi. La compagnia fu tra le prime a mettere in scena l'opera di Gershwin Porgy and Bess nel 1975 e l'opera Treemonisha di Scott Joplin nel 1983. Nel 2005 la compagnia mise in scena la prima mondiale di Margaret Garner di Richard Danielpour, basata sul romanzo Beloved di Toni Morrison. MOT si è anche affermata a livello internazionale per la messa in scena di opere raramente rappresentate, come la prima americana del compositore armeno Armen Tigranian, Anoush nel 1981, del compositore polacco Karol Szymanowski King Roger nel 1991 e la prima americana di The Haunted Castle di Stanisław Moniuszko nel 1982. Nel 1989 venne presa la decisione di acquistare l'attuale sede del MOT, la Detroit Opera House. Originariamente chiamato Capital Theatre l'edificio, progettato da C. Howard Crane, aveva bisogno di un ampio restauro. La compagnia finalmente guadagnò abbastanza denaro per acquistare l'intero blocco che comprende il vicino edificio Roberts Fur, che l'azienda ha demolito nel 1993 per far posto al palcoscenico di 75.000 piedi quadrati (7.000 m²). Il compito monumentale che divenne noto come "The Detroit Opera House Project" durò circa 7 anni e fu supportato da singole persone, corporazioni, fondazioni e sindacati locali. Anche Luciano Pavarotti contribuì in modo determinante alla campagna, portando l'attenzione del pubblico sul progetto in generale promettendo di cantare all'inaugurazione del nuovo teatro lirico, donando ingenti somme di denaro alla causa e facendo varie apparizioni in giro per Detroit in spettacoli progettati per raccogliere fondi per il progetto. Nell'aprile del 1996 il MOT festeggiò l'apertura della sua nuova sede con un evento di gala che ricevette copertura internazionale. Tra gli ospiti del Gala c'erano le stelle dell'opera Joan Sutherland, Luciano Pavarotti, Irina Mishura, Helen Donath, Marcello Giordani, Gregg Baker, Alessandra Marc, e Elizabeth Parcells, il direttore Steven Mercurio e l'attore Roddy McDowall. La serata fu anche caratterizzata da una Fanfara per la Detroit Opera House del compositore americano William Bolcom, che era stata appositamente commissionata per il Gala. Nel 1996 il MOT aggiunse anche una stagione di danza permanente al suo repertorio, con esibizioni dell'American Ballet Theatre e del Cleveland San Jose Ballet.

## Locali
Molti dei locali per gli spettacoli di Detroit sono stati nel Michigan Opera Theatre. Con il passaggio nella Detroit Music Hall nel 1971, il MOT ha il merito di aiutare a rigenerare l'Entertainment District di Detroit. Operando ancora come Overture to Opera, la compagnia ha salvato la Music Hall dalla demolizione nel 1971 e ha messo in scena qui la sua prima stagione con le produzioni di Joseph and the Amazing Technicolor Dreamcoat e La rondine di Puccini. Oltre al Music Hall, il MOT ha occupato il Detroit Masonic Temple di Detroit e il Fisher Theatre. Nella stagione primaverile del 1984 la compagnia si trasferì nel Masonic Temple per accogliere un pubblico più vasto e produzioni più grandi. La sua prima produzione al Masonic Temple fu Anna Bolena, con Joan Sutherland. La produzione comprendeva anche la prima americana del Midwest dei sopratitoli in inglese. Nel 1985 la compagnia si trasferì al Fisher Theatre per la sua stagione autunnale e mise in scena West Side Story che fu rappresentato a lungo ed il Fisher divenne uno dei teatri d'opera del Michigan con produzioni campioni d'incassi.

## Educazione artistica e sensibilizzazione
Il Dipartimento di Programmi Comunitari del Michigan Opera Theatre fu fondato da Karen Vanderkloot DiChiera nel 1977. Da allora ha fondato il Joyce H. Cohn Apprentice Award Fund per sostenere il Young Artist Apprentice Program del MOT. Ha anche ricevuto il premio Success in Education di Opera America. Il programma Arts Education and Outreach del MOT, che è una divisione del programma MOT dei programmi comunitari, collabora con gli studenti delle scuole locali. Il dipartimento ospita anche Learning at the Opera House che offre corsi e laboratori per bambini e adulti durante i mesi estivi. Il dipartimento offre anche programmi itineranti nelle scuole locali, nelle chiese e gruppi comunitari. Anche il Dipartimento dei programmi comunitari del MOT ha presentato in anteprima molte opere. Essi comprendono Vigilence, Pete, The Pirate e Nanabush che sono stati composti da Karen V. DiChiera e Summer Snow, composta da Fred Rogers del Mister Rogers' Neighborhood.

### Centro per la Danza Margo V. Cohen
Tutti i corsi di perfezionamento sono tenuti presso il Centro per la Danza Margo V. Cohen, è stato fondato nel 2001 ed è gestito dal Dr. Carol Halsted, direttore della danza. Il dipartimento, che è anche una componente del programma di sensibilizzazione della community del MOT, ospita la serie Dance Film della compagnia e il programma intensivo estivo dell'American Ballet Theatre. Il centro ospita anche lezioni di ballo durante tutto l'anno per principianti e studenti di danza avanzata. Anche le audizioni di ballo si svolgono nel Centro.

## L'Allesee Dance e Opera Resource Library
L'Allesee Dance e Opera Resource Library è la biblioteca ufficiale e l'archivio del Michigan Opera Theatre. È specializzata in materiali di ricerca specifici per la danza, l'opera e la storia dei 40 anni del MOT. La biblioteca è stata resa possibile nel 2006 grazie a un regalo di Robert e Maggie Allesee. La biblioteca e il centro di archiviazione contengono libri, colonne sonore, CD, video e centinaia di oggetti unici come le foto e le recensioni sugli spettacoli prodotti dal MOT. Il catalogo dell'Allesee Dance e Opera Resource Library è stato recentemente messo a disposizione del pubblico per accedere online attraverso una partnership unica con la School of Library and Information Science della Wayne State University.

## Produzioni più importanti
Al di là del repertorio standard, le produzioni più importanti hanno compreso:

### Opere e Musical
- 1979: produzione del film The Most Happy Fella, che approdò a Broadway e ricevette ottime critiche.[13]
- 1984: Anna Bolena di Donizetti con il soprano australiano Dame Joan Sutherland. Questa fu la prima apparizione nel Midwest delle traduzioni con sopratitoli.[14]
- 1988: La bohème di Puccini presentò il tenore russo Vyacheslav Polozov.
- 1999: Il Werther di Massenet caratterizzò il debutto operistico in Nord America del tenore italiano Andrea Bocelli, con il mezzosoprano americano Denyce Graves. La produzione fu trasmessa via web.[15]
- 2003: Luciano Pavarotti apparve al Palace nella sua ultima esibizione in Michigan.[16]
- 2005: la prima mondiale dell'opera Margaret Garner Di Richard Danielpour, vincitore del Grammy Award, da un libretto del premio Nobel Toni Morrison.[17]
- 2007: Cyrano del direttore generale del MOT Dr. David DiChiera, nella sua prima mondiale. Il libretto è di Bernard Uzan.[18]

### Balletto
- 1989-90: Swan Lake eseguito dal Cleveland Ballet; questa era la prima volta che la danza appariva nella stagione.
- 1991-92: MOT produce il suo primo balletto, coreografia di Iacob Lascu.
- 1996: American Ballet Theatre e il Cleveland San Jose Ballet, la prima sessione di ballo del MOT.
- 1998: debutto di Alvin Ailey al MOT.[19]
- 1999: debutto al MOT della Paul Taylor Dance Company.
- 2001: debutto del Joffrey Ballet al MOT.
- 2002: Ballet Internationale Lo schiaccianoci, l'inizio di una tradizione.
- 2002-2003: Balletto Bol'šoj.[20]
- 2003: Dance Theatre of Harlem.[21]
- 2003: Les Ballets Africains.
- 2004: Il Balletto Kirov.[22]
- 2004: Un tram che si chiama Desiderio del North Carolina Dance Theatre.[23]
- 2005-2006: Savion Glover.[24]
- 2007: The Grand Rapids Ballet: Where The Wild Things Are.[25]

## Artisti degni di nota
Tra gli artisti di rilievo che hanno cantato al MOT all'inizio della loro carriera ci sono: Maria Ewing, nata a Detroit, che ha cantato nel 1970 nella produzione del Il barbiere di Siviglia; Leona Mitchell, che ha cantato Bess nella produzione della compagnia del 1975 di Porgy and Bess; Kathleen Battle, la cui esibizione nel 1975 come Rosina ne Il barbiere di Siviglia, ha segnato il suo debutto operistico; Catherine Malfitano, che ha creato il ruolo di Catherine Sloper nella prima mondiale del MOT di Washington Square nel 1976. Altri artisti degni di nota comprendono Jerome Hines del Metropolitan Opera, un basso, che nel 1974 ha cantato il ruolo del protagonista nel Boris Godunov; Nicole Cabell ha cantato Musetta ne La bohème nel 2005, pochi mesi dopo aver vinto la BBC Cardiff Singer of the World competition; il soprano australiano Dame Joan Sutherland che ha cantato il ruolo della protagonista in Anna Bolena di Donizetti; Martina Arroyo e Ghena Dimitrova che hanno cantato nella produzione del MOT di Turandot nel 1986; Luciano Pavarotti che ha cantato alla Joe Louis Arena nel 1989; Irina Mishura che ha interpretato Carmen durante la stagione 1996-97; I Tre Tenori nel 1999 allo storico Tiger Stadium di Detroit, Andrea Bocelli che ha fatto il suo debutto operistico in scena nel Werther e Denyce Graves che ha fatto il suo debutto al MOT in Werther; Vyacheslav Polozov, il tenore russo che canta nella Boheme di Puccini; ed Ewa Podleś, il contralto polacco che cantava in Un ballo in maschera di Verdi.

## Prime

### Mondiali
Il Michigan Opera Theatre ha messo in scena le prime mondiali delle seguenti opere:
- Washington Square, composto da Thomas Pasatieri su libretto di Kenward Elmslie, dal romanzo di Henry James, Washington Square. (1 ottobre 1976).[29]
- Singers / What is there to sing about? Composto da Charles Strouse nel 1978.[30]
- Margaret Garner, composta da Richard Danielpour su un libretto di Toni Morrison, basata sul suo romanzo Beloved. (7 maggio 2005).[31]
- Cyrano composto da David DiChiera su libretto di Bernard Uzan dopo il dramma di Edmond Rostand Cyrano de Bergerac. (13 ottobre 2007).[32]

### Nord Americane
Il Michigan Opera Theatre ha messo in scena queste Prime nordamericane:
- Anoush composto da Armen Tigranian, basato su un poema di Hovhannes Toumanian del 1981.[33]
- The Haunted Castle composto da Stanislow Moniuzko nel 1982.
- Stagione del 40º anniversario della Michigan Opera 2010-2011.[34]